# Биљни орган
Биљни орган је вишећелијска структура изграђена од различитих ткива која обавља одређену функцију.
Развиће тела биљака цветница почиње деобом зигота и образовањем ембриона (клице). Клица се налази у семену и представља зачетак нове биљке. 
Делови клице су коренак, стабалце (на чијем се врху налази пупољчић) и један, два или више клициних листића (котиледона). Котиледон има улогу да упија хранљиве материје из семена или служи за њихово складиштење. 
Према броју котиледона цветнице се деле на монокотиле и дикотиле, а голосеменице имају већи број котиледона који није сталан за врсту, и креће се од 2 до више од 20, па се голосеменице називају и поликотиле.
Од осталих делова клице развићем настају органи одрасле биљке.
Тело цветница изграђено је од:
- вегетативних органа који одржавају биљку у животу, а то су:
  - корен,
  - стабло и
  - лист
- репродуктивних (генеративних) органа који омогућавају размножавање јединки и биолошки опстанак врсте, а то су:
  - цвет - цвасти,
  - плод и
  - семе.